# Episodi di Squadra Speciale Colonia (diciottesima stagione)
La diciottesima stagione della serie televisiva Squadra speciale Colonia è stata trasmessa tra il 2019 e il 2020 sul canale tedesco ZDF.
| N° | Titolo originale  | Titolo in italiano | Prima TV Germania | Prima TV Italia |
| -- | ----------------- | ------------------ | ----------------- | --------------- |
| 1  | Unter Kollegen    |                    | 3 dicembre 2019   |                 |
| 2  | In unserem Veedel |                    | 10 dicembre 2019  |                 |
| 3  | Todesstoß         |                    | 17 dicembre 2019  |                 |
| 4  | Wunschkinder      |                    | 7 gennaio 2020    |                 |
| 5  | Totgelacht        |                    | 14 gennaio 2020   |                 |
| 6  | Schwarzes Schaf   |                    | 21 gennaio 2020   |                 |
| 7  | Schlangengrube    |                    | 28 gennaio 2020   |                 |
| 8  | Showdown          |                    | 4 febbraio 2020   |                 |
| 9  | Angst             |                    | 11 febbraio 2020  |                 |
| 10 | Alte Geschichten  |                    | 18 febbraio 2020  |                 |
| 11 | Schmidts Reloaded |                    | 25 febbraio 2020  |                 |
| 12 | Wut               |                    | 3 marzo 2020      |                 |
| 13 | Tango             |                    | 17 marzo 2020     |                 |
| 14 | Enthüllung        |                    | 24 marzo 2020     |                 |